# Marcianos Instantáneos
Los Marcianos Instantáneos, también conocidos como Pollos Marcianos o Pollos Alienígenas son un invento del personaje Marvin El Marciano, perteneciente a los Looney Tunes.
Se conservan como pequeñas bolas verdes deshidratadas; al agregarle agua, crecen rápidamente, transformándose en unas criaturas con aspecto de pájaros y grandes de color verde, pico anaranjado y una especie de palmerita sobre su cabeza.
En su primera aparición, Marvin, les ordena perseguir al conejo Bugs Bunny. En este episodio, el marciano pretendía hacer explotar la Tierra con un potente explosivo, debido a que le impide ver Venus desde su planeta, Marte. El conejo había robado dicho explosivo, lo cual hizo que el marciano mandara en su persecución a estos siervos instantáneos.
En las caricaturas de Merrie Melodies, aparecen sin la compañía de Marvin el marciano, como en un capítulo en donde uno de esos marcianos instantáneos llega a la tierra en un platillo volador a recoger muestras de vida, y se lleva a Porky, quien los confunde con buitres desorientados, y Silvestre a fuera de la tierra, pero ellos en ausencia de gravedad caen en un planeta lejano
Han aparecido en otros episodios y en los cómics, siendo inconfundibles por su aspecto.
- Datos: Q5996166